# Betriebszeit
Betriebszeit ist in der Betriebswirtschaftslehre und im Arbeitsstudium der Zeitraum, in welchem ein Betrieb zur Produktion bereitsteht und hierfür die Betriebsmittel genutzt werden können.

## Allgemeines
Betriebszeit ist die Dauer, Lage und Verteilung der zeitlichen Nutzung der Betriebsmittel, wobei es zunächst nicht darauf ankommt, ob und mit welcher Intensität sie genutzt werden. Die Betriebsmittel können während der Betriebszeit betrieben werden, was jedoch nicht bedeutet, dass sie während dieser Zeitspanne auch tatsächlich genutzt werden. Werden die Betriebszeiten nicht genutzt, handelt es sich um Brachzeiten, in denen der Betrieb stillsteht (beispielsweise bei Saisonbetrieben). Diese Brachzeiten bestehen aus Arbeitspausen (Betriebsruhe) oder Unterbrechungszeiten, während der die Betriebsmittel wegen des Arbeitsablaufs, zu Erholungszwecken oder wegen einer Betriebsstörung nicht genutzt werden.
Zieht man von der Betriebszeit die Brachzeit ab, bleibt die Nutzungszeit übrig. Aber auch während der Nutzungszeit wird nicht ununterbrochen produziert, denn das Hochfahren der Maschinen, Arbeitsvorbereitung oder Rüstzeiten sind zu berücksichtigen. Vermindert man die Nutzungszeit um diese so genannten Nebennutzungszeiten, verbleibt die Hauptnutzungszeit oder tatsächliche Produktionszeit.

## Wirtschaftliche Aspekte
Während die Arbeitszeit exakt messbar ist, sind insbesondere die Nebennutzungszeiten meist nicht genau quantifizierbar. Sicher ist nur, dass die Betriebszeit länger sein muss als die Arbeitszeit. Betriebs- und Arbeitszeit sind somit voneinander abhängig. Bei der Betriebszeit ist der Betrieb der Bezugspunkt, während bei der Arbeitszeit die Arbeitskraft im Vordergrund steht. Die optimale Betriebszeit liegt zwischen der intensivsten und der technisch maximalen Arbeitszeit. Die Betriebszeit ist ein Faktor der Kapazität, denn die maximale Produktionsleistung {\displaystyle PL_{\text{max}}} wird durch die technische Grenzleistung {\displaystyle \mu p} und die maximale Betriebszeit {\displaystyle BZ_{\text{max}}} bestimmt:
{\displaystyle PL_{\text{max}}=\mu p\cdot BZ_{\text{max}}}.
Kapazitätsveränderungen können deshalb durch Veränderung der Betriebszeit und/oder der technischen Grenzleistung (etwa Maschinenkapazität) herbeigeführt werden. Dafür steht die zeitliche oder intensitätsmäßige Anpassung zur Verfügung. 

## Bedeutung
Die Länge der Betriebszeiten wirkt sich auf die Gesamtkosten eines Unternehmens aus, sodass eine Verlängerung der Betriebszeiten vorteilhaft ist, wenn die damit verbundenen Kostensenkungen (etwa Kapitalkosten) höher ausfallen als die zusätzlich anfallenden Kosten (höhere Personalkosten). Eine Verlängerung der Betriebszeit hat zur Folge, dass bei unveränderten fixen Kapitalkosten eine höhere Ausbringungsmenge erzielt werden kann. Lange und flexible Betriebszeiten gelten als wichtige Faktoren für die Wettbewerbsfähigkeit von Unternehmen, Wirtschaftszweigen und Volkswirtschaften. Betriebszeiten können durch den Unternehmer im Rahmen der Produktionsplanung festgelegt werden, wobei er gesetzliche Einschränkungen der Betriebszeit wie etwa Arbeitszeitgesetz (vor allem Nachtarbeit), Feiertagsregelungen oder Ladenschlussgesetz als Datenparameter zu berücksichtigen hat.